# Кузнецов Олександр Борисович
Олекса́ндр Бори́сович Кузнецо́в (26 жовтня 1953, Запоріжжя — 7 листопада 1998) — український політик, журналіст.

## Життєпис
Народився Олександр Борисович Кузнецов 26 жовтня 1953 року в місті Запоріжжя.
1979 рік — здобув освіту в Московському державному університеті імені М. В. Ломоносова, за спеціальністю — журналіст.
Народний депутат України 4 скликання з березня 1998 р., виборчий округ № 78, Запорізька область. З'яв. 63.6 %, за 30.5 %, 18 суперників. На час виборів: головний редактор АТЗТ "Телерадіокомпанія «Алекс», безпартійний. Член Комітету з питань свободи слова та інформації (з липня 1998 р.), член групи «Незалежні».
Працював слюсарем на Дніпропетровському механічному заводі міста Запоріжжя. Пройшов шлях від кореспондента міської газети до головного редактора АТЗТ "Телерадіокомпанія «Алекс».
Помер 7 листопада 1998 року.